# RE-MAIN
《RE-MAIN》是由MAPPA製作的日本原創電視動畫，西田征史擔任原作、總導演、系列構成以及編劇，以水球為主題，於2021年7月3日至10月2日播映。2021年3月5日，官方首次公佈關於本作的消息。

## 故事簡介
清水湊在中學三年級的冬天，因交通意外導致失憶而不再打水球。他升上高中後遇到了新的同伴，重新開始了水球運動，但這個弱小的水球社卻面臨著種種困境。

## 登場人物

### 主要人物
清水湊（聲：上村祐翔（日）／曹啟謙（港））
本作主角。生日7月28日。
前水球選手，因交通意外導致失憶，記憶倒退回小學六年級時期，性格和善，為人着想。在山南高中入學第一天就被六花學園的川窪智奴告知過去未失憶時跟她有過約定，為了避免失約加上受學弟榮太郎的影響和城島讓的邀請而決定重拾水球。劇情後面因騎單車摔倒撞到頭部再次失去了第一次失憶後生活的所有記憶，性格變回以前高傲自大且難以親近的模樣，後受山南高中水球社的隊友影響而逐漸改變。
失憶前曾是曙學館中學部的水球社主將，甚至有些看不起基層的候補水球球員而導致六花學園的川窪智奴對他有所不滿，連同社團的百崎陆對湊都有些許畏懼。
岡榮太郎（聲：西山宏太朗（日）／黃積權（港））
湊中學時的學弟，生日8月21日。知道湊的過去，因為憧憬著湊而進入山南高中，後期揭露以前為曙學館中學部水球社候補球員，同時被湊所看不起。
城島讓（聲：木村昴（日）／黃啟昌（港））
山南高中水球社的隊長，打算讓湊加入水球社，因為一直都是自己一個人練習水球，所以湊齊社團成員後拼命充當協調社團各成員的和事佬，因為一次誤會與自己的父親關係變差。
網濱秀吾（聲：齊藤壯馬、田中誠人（少年）（日）／李凱傑→梁偉德（第9集起）（港））
山南高中水球社的社員。冷淡的才子，中學時曾是競泳選手，與曙學館的百崎陸是親兄弟，發現湊過去曾為百崎陆的水球搭檔後，為了贏過自己的哥哥而決定加入水球社。
江尻武一（聲：古川慎（日）／陳耀楠（港））
山南高中水球社的社員，吵鬧的熱血漢子，性格暴躁，中學時屬於棒球社，因為發現自己沒有棒球的天賦，而決定加入水球社試試，常與同社團的網濱秀吾發生爭執，與恢復記憶後的清水湊之間相處也極不對盤。
豬俁·巴巴亞羅·豐（聲：畠中祐（日）／陳卓智（港））
山南高中水球社的社員，父親是奈及利亞人，性格平和而溫柔，和牛窗善晴是摯友，並同時自願加入水球社，後期對恢復記憶後的清水湊開始願意吃他所做的點心感到很高興。
牛窗善晴（聲：廣瀨大介（日）／陳灝瑋（港））
山南高中水球社的社員，內向怕生，不擅於表達自己的想法，知道自己體格跟不上其他人而拼命練習，後期在恢復記憶後的清水湊鞭策下有所成長。

### 六花學園
川窪智奴（聲：Lynn）
登上媒體的著名女水球選手，知道湊的過去，實則對失憶前清水湊讓某位她敬重的學長放棄水球感到不滿，直到看見恢復記憶的湊帶領山南的水球社奮戰才慢慢改觀。
富山健（聲：花江夏樹）
六花學園水球社的社員。
福井晃久（聲：高杉真宙）
六花學園水球社的隊長。
石川則道（聲：松岡禎丞）
六花學園水球社的副隊長。

### 曙學館
備前昭充（聲：綠川光）
曙學館中等科及高等科水球社的監督。
百崎陸（聲：內田雄馬、櫻井優輝（少年））
湊中學時的隊友，現為曙學館高中水球社的王牌，故事開頭曾探望車禍失憶的湊，雖然為曙學館取得日本第一，但對教練心裡一直只有湊而感到相當嫉妒，也一直將湊當成競爭對手。
垣花慶太（聲：八代拓）
湊中學時的隊友，像媽媽一樣溫柔地守候著眾人。
渡久地光輝（聲：宮里駿）
湊中學時的隊友，總是面帶笑容的陽光少年。
一之瀨浩（聲：入野自由）
湊中學時的前輩，也是被被川窪智奴所敬重的鄰校學長，因為被湊嚴厲斥責所以對水球感到心灰意冷而放棄，最後轉打乒乓球，此事間接讓智奴對湊感到不滿。

### 清水家
清水明日海（聲：遠藤璃菜）
湊的妹妹。
清水多江子（聲：折笠富美子）
湊的母親，對於發生交通意外而令湊失憶一事感到相當內疚。
清水秀樹（聲：加瀨康之）
湊的父親。

### 其他
城島渡（聲：關智一）
讓的父親，從前是水球隊的隊長，因為一次誤會而與讓的關係變差。
佐佐木和子（聲：鈴樹志保）
三田村修平（聲：大水洋介）
湊的水球隊顧問老師，因為是臨時兼任所以對水球的球例不太認識。
武藤洋介（聲：祐仙勇）
中野雅美（聲：相川奈都姬）
美琴（聲：明坂聰美）
橫井亮（聲：吉田健悟）
長沼有紗（聲：櫻木可奈子）
森谷志滿子（聲：山像香織）
湊的主診醫生。

## 製作人員
- 原作：西田征史、萬代南夢宮藝術、MAPPA
- 總導演、系列構成、編劇、音響監督：西田征史
- 導演：松田清
- 角色原案：付藤加青浬
- 角色設計：田中志穗
- 效果動畫：村松尚雄
- 美術設定、美術監督：森川篤
- 攝影監督：朴孝圭
- 色彩設計：田邊香奈
- 編輯：定松剛
- 音樂：
- 製作：MAPPA

## 主題曲
片頭曲「Forget Me Not」
主唱：ENHYPEN
片尾曲
作詞、作曲、主唱：仲村宗悟

## 各集列表
| 集數   | 日文標題 | 中文標題             | 香港標題             | 編劇     | 分鏡     | 演出             | 作畫監督 | 總作畫監督                                                 | 首播日期 （2021年） |
| ------ | -------- | -------------------- | -------------------- | -------- | -------- | ---------------- | --- | ---------------------------------------------------------- | ------------------- |
| 第1話  |          | 抱歉 你們是誰        | 對不起，你是誰       | 西田征史 | 松田清   | 松田清、青島昴希 | 熊田明子、杉野信子 丸山翔子、金丸綾子 | 田中志穗                                                   | 7月3日              |
| 第2話  |          | 我不是天才           | 我不是天才           | 西田征史 | 宮繁之   | 青島昴希         | 岡崎洋美、西田美彌子 松原一之、戶澤東 早川加壽子、 | 田中志穗、熊田明子                                         | 7月10日             |
| 第3話  |          | 所以 你讓我們        | 你多少也得讓賽       | 西田征史 | 宮地昌幸 | 後藤康德         | 、早川加壽子 西田美彌子、山田俊太郎 大豆一郎、戶澤東 岡崎洋美、                                                                                            | 高原修司、田中志穗 熊田明子、金丸绫子                      | 7月24日             |
| 第4話  |          | 好像有點慘…          | 形勢好像有點不妙     | 西田征史 | 宮繁之   | 宇田鋼之介       | 金丸綾子、丸山翔子 早川加壽子、皆川愛香利 阿獰、松原一之、戶澤東 、龍光、明光                                                                              | 田中志穗、熊田明子                                         | 7月31日             |
| 第5話  |          | 等等 很可怕耶        | 等等，太可怕了       | 西田征史 | 松田清   | 平向智子         | 杉野信子、桑原幹根 戶澤東、村長由紀 柳野龍男、高橋萬帆 大豆一郎、龍光、明光                                                                                | 高原修司、金丸綾子 早川加壽子、                            | 8月7日              |
| 第6話  |          | 來 看這邊            | 來，看過來這邊       | 西田征史 | 宮繁之   |                  | 、袴田裕二 皆川愛香利、高橋萬帆 鈴木春香、西田美彌子 戶澤東、黄鳳、明光                                                                                    | 田中志穗、熊田明子                                         | 8月14日             |
| 第7話  |          | 大安吉日             | 大安吉日             | 西田征史 |          |                  | 丸山翔子、松原一之 、細田沙織 後藤有宏、袴田裕二 五月女妃苗、岡田豐廣                                                                                      | 高原修司、金丸綾子 早川加壽子、桑原干根                    | 8月28日             |
| 第8話  |          | 這些人是誰啊         | 這群傢伙是什麼人     | 西田征史 | 宮繁之   | 青島昂希         | 齊田博之、原修一 佐光幸惠、高乗陽子 高橋萬帆、戶澤東 岡崎洋美、阿獰 袴田裕二、丸山翔子 大豆一郎、                                                          | 田中志穗、熊田明子                                         | 9月4日              |
| 第9話  |          | 我一直是我           | 我一直都是我         | 西田征史 | 關野關十 | 關野關十         | 齊田博之、原修一 杉野信子、矢島陽介 戶澤東、後藤有宏 西田美彌子、松原一之 高橋萬帆、袴田裕二 鈴木春香、黄鳳                                                | 高原修司、金丸綾子 桑原幹根、早川加壽子 岡田豐廣           | 9月11日             |
| 第10話 |          | 我只知道這種獲勝方式 | 我只懂得用這方法取勝 | 西田征史 | 宮繁之   | 山﨑香子         | 齊田博之、原修一 丸山翔子、戶澤東 、五月女妃苗 佐藤茜、袴田裕二 大豆一郎、毛応星 明光、龍光                                                                | 田中志穗、熊田明子                                         | 9月18日             |
| 第11話 |          | 給我 把球給我        | 傳球！把球傳給我！   | 西田征史 | 佐藤雅子 | 岡本泰知         | 齊田博之、原修一 袴田裕二、佐光幸惠 高橋萬帆、西田美彌子 丸山翔子、松原一之 戶澤東、大豆一郎 柳野龍男、岡田豐廣 黄鳳、龍光 明光、毛応星                    | 高原修司、金丸綾子 桑原幹根、早川加壽子 田中志穗、熊田明子 | 9月25日             |
| 第12話 |          | 好 上場吧            | 來吧，是時候開始     | 西田征史 | 佐藤雅子 | 松田清           | 齊田博之、原修一 桑原幹根、佐光幸惠 王維慶、杉野信子 丸山翔子、松原一之 袴田裕二、高橋萬帆 西田美彌子、戶澤東 大豆一郎、柳野龍男 岡田豐廣、黄鳳 龍光、明光 | 田中志穗、熊田明子 金丸綾子、高原修司 早川加壽子           | 10月2日             |

## 外部連結
- 官方網站（日語）
- RE-MAIN的X（前Twitter）（日語）